# ジャン・パウル
ジャン・パウル（Jean Paul, 1763年3月21日 - 1825年11月14日）は、ドイツの小説家。本名、ヨハン・パウル・フリードリヒ・リヒター（Johann Paul Friedrich Richter）。該博な知識に基づく機知とユーモアに富んだ中長編を発表、当時のドイツ文壇におけるシュトルム・ウント・ドランクや古典主義、ロマン主義いずれとも距離を置き独自の文学世界を作り上げた。主要作品に『ヘスペルス』『陽気なヴッツ先生』『ジーベンケース』『巨人』『生意気ざかり』『彗星』など。

## 生涯
当時ブランデンブルク＝バイロイト辺境伯領に属していたフランケン地方の村ヴンジーデルに長男として出生した。父は学校教師兼教会のオルガン奏者で家は貧しく、1765年からはホーフ近郊ヨーディッツ村の牧師に、1776年からはザーレ河畔シュヴァルツェンバッハの牧師になったが、1779年に死去してより以後一家は極貧状態となった。ヨーディッツ村時代にジャン・パウルは牧歌的な幸福を享受するとともに、自我意識の誕生を強烈な内的ヴィジョンとして体験する。
父から不十分な教育を受けたのち、1776年から1779年にかけて礼拝堂の牧師フェルケルから哲学と地理学の個人教授を受け、またレーハウの牧師フォーゲルの豊富な蔵書を借り旺盛な読書欲を発揮、1778年から1804年まで続けられた書物からの抜き書きの習慣は、彼の多彩な表現能力のもととなった。1779年よりホーフの文科中学校に通い、1781年にライプツィヒ大学の神学部に入学する。しかし1年で神学の勉強を中止し、読書と創作に没頭する。エラスムスの『痴愚神礼賛』、ポープの『愚神列伝』、ヤングの諷刺詩を愛読しつつ啓蒙的な風刺文をものするが、文壇的には不成功に終わる。またこの間にカント、ヤコービ、ヘルダーらの新しい哲学にも触れ、ことにヘルダーの人道主義的な哲学に感化を受けた。
家は相変わらず貧しく、1787年よりテーペンやホーフ周辺で家庭教師、1790年にはシュヴァルツェンバッハの私塾で教師をして糊口をしのぐ。同年11月、相次ぐ知人の死を経て、死の思想に対する内的ヴィジョンを体験、これがのちの作品に通低する普遍的人間愛の基礎となる。短編小説『フェルペル』『陽気なヴッツ先生』を経て、1793年発表の長編『見えないロッジ』で、ロレンス・スターン、ヘンリー・フィールディングを範とした自身の文体を確立する。1795年の『宵の明星』『フィクスライン』で大きな成功を収める。
1796年にヴァイマルを1か月訪問、母の死後、ライプツィヒ移住を経て1798年にヴァイマルへ移住し、ゲーテ、ヴィーラント、ヘルダーらと交流。特にヘルダーと親しく行き来し『批判と批判』（1799年）、『カリゴーネ』（1800年）などで協働、またヤコービとも往復書簡を交わし哲学上の意見交換を行う。1800年にベルリンに移り、翌年に最高法院裁判官の娘カロリーネ・マイヤーと結婚しマイニンゲンに移住。1802年、絶えず中断しながら書き進めていた長編『巨人』を完成。1803年から1804年のコーブルク居住を経て、1804年以降バイロイトに落ち着く。

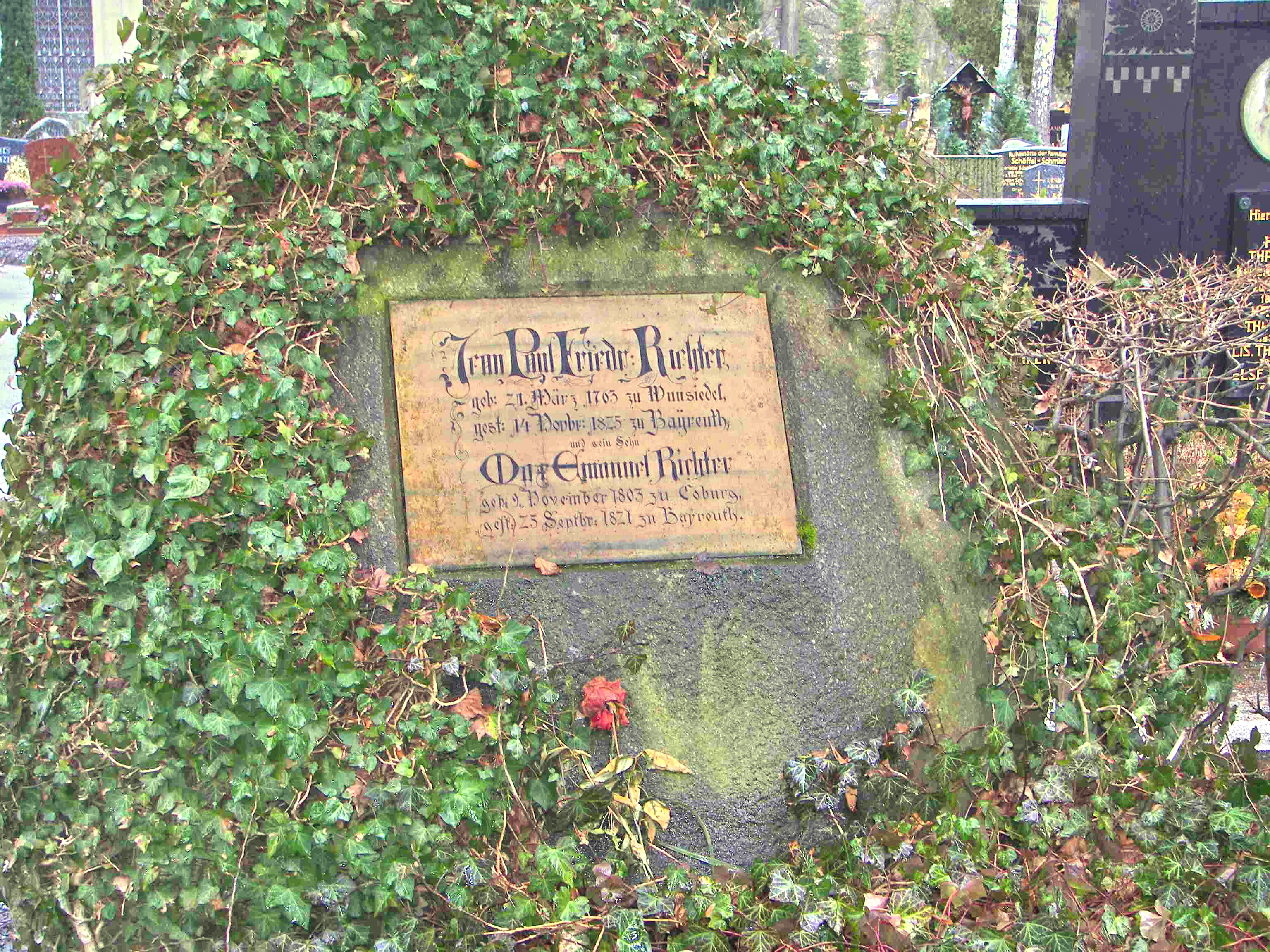
バイロイトの市街墓地にあるジャン・パウルの墓

『巨人』完成後は長編小説『生意気ざかり』に取り掛かっていたが途絶し、しばらく『美学入門』（1804年）や政治書『自由小書』（1805年）、教育論『レヴァーナ』と理論的著作に集中する。ジャン・パウルは政治的には民主主義の立場を堅持し、ドイツ共和国の建設を擁護しつつ極端なナショナリズムを批判した。1817年、ハイデルベルク大学でヘーゲルから名誉哲学博士が贈られる。1811年より大作小説『彗星』に取りかかっていたが未完に終わった（1820年-1822年出版）。1825年、バイロイトにて死去。

## 文学性と影響
ジャン・パウルの小説は、その多くが自身の生まれ故郷に似た田舎町を舞台にしており、小市民の生活が人間愛を持って語られるとともに、後進的なドイツの現実が自由奔放な空想的イメージと対比されることにより風刺・批判をこめて描かれる。文章は該博な知識にもとづく機知や突飛な比喩が詰め込まれた饒舌・雑駁な長文が特徴で、時には物語の筋を脱線し一般的モチーフの考察や解説にページが割かれる。前述のようにスターンやフィールディングを範とした彼の文体は、一面で当時の読者が慣れていた感傷的な通俗小説の文体にも似ているものでもあり、このこともあって読者の人気を博し一時はゲーテをしのぐと言われるほど広く読まれたが、物語の随所に詰め込まれた雑駁な知識とイメージはすぐ後代の読者を遠ざける原因ともなった。
文壇的にはゲーテらの古典主義を芸術主義・形式主義と見なして批判的に捉え、また資質的にはより近いといわれるロマン主義の文学とも距離を置き独自の文学的世界を保った。ジャン・パウルの作品はE.T.A.ホフマン、ケラー、シュティフター、ラーベらに大きな影響を与えており、後世の詩人であるホーフマンスタールやシュテファン・ゲオルゲも彼の作品に高い評価を与えている。フランスのロマン主義文学にも影響を与えた。

## 主要作品リスト

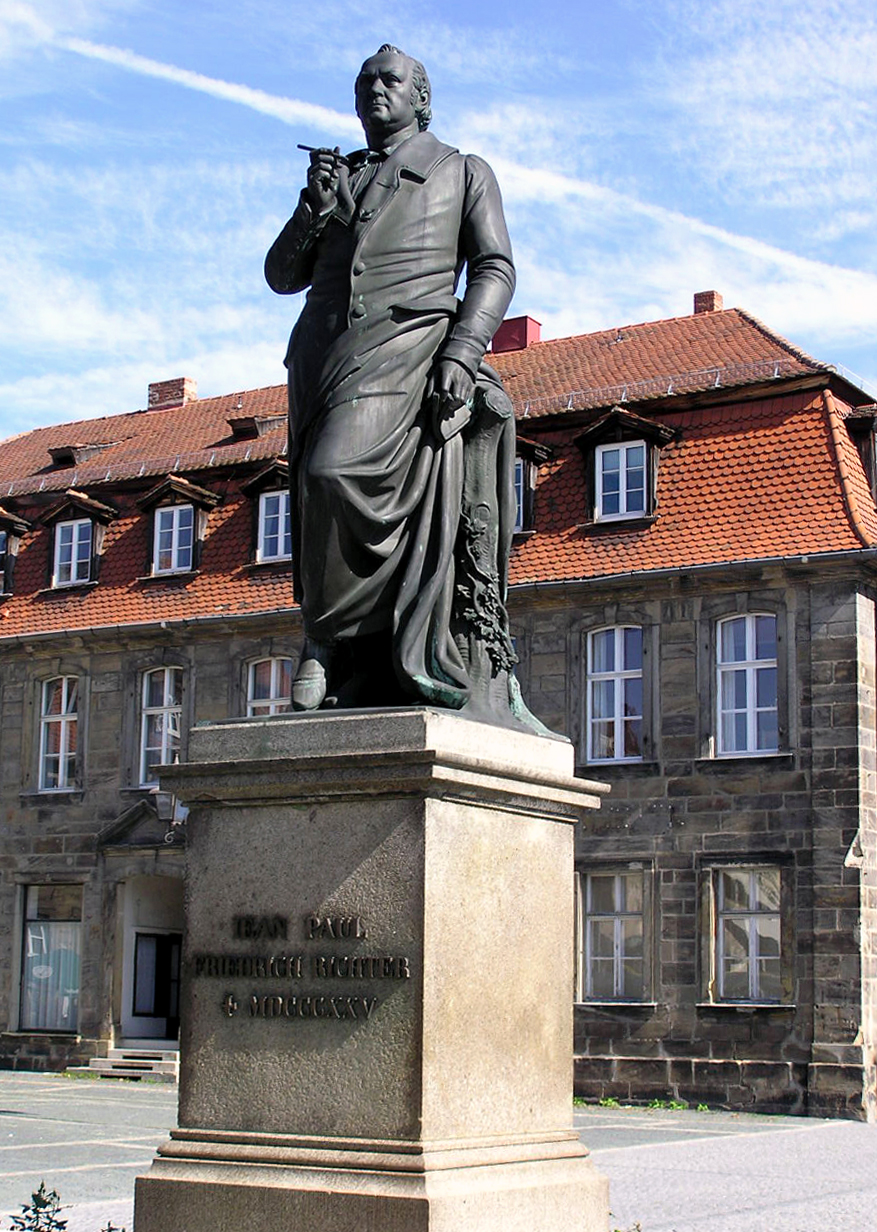
ジャン・パウルの銅像（バイロイト）

- 見えないロッジ（Die unsichtbare Loge 1793年）
- 陽気なヴッツ先生（Leben des vergnügten Schulmeisterlein Maria Wutz in Auenthal 1793年)
- ヘルペルス あるいは四十五の犬の郵便日（Hesperus oder 45 Hundsposttage 1795年）
- 五級教師フィクスラインの生活（Leben des Quintus Fixlein 1796年）
- ジーベンケース（Siebenkäs 1796年）
- 気球乗りジャノッツォ（Des luftschiffers giannozzo seebuch 1801年）
- 巨人（Titan 1802年）
- 生意気盛り（Flegeljahre 1804年）
- 彗星（Der Komet 1820年-1822年）

## 日本語訳
主要作品はほぼすべて翻訳されている。
単刊
- 『気球乗りジャノッツォ』古見日嘉／訳 現代思潮社 1967年9月
- 『五級教師フィクスラインの生活』 鈴木武樹／訳 創土社 1974年
- 『巨人』古見日嘉／訳 国書刊行会 1978年1月・（新装版）1997年6月 ISBN 978-4336039668
- 『陽気なヴッツ先生 ほか』岩田行一／訳、岩波文庫 1991年3月 ISBN 978-4003245811
  - 「陽気なヴッツ先生」、「シュメルツレの大用心」を収録。
- 『レヴァーナあるいは教育論』恒吉法海／訳 九州大学出版会 1993年1月 ISBN 978-4873783246
- 『ジャン・パウル三本立』飯塚公夫／訳、近代文芸社 1995年9月 ISBN 978-4773333855
  - 「除夜の珍客」（1801年）、「カンバンの谷」（1797年）、「おめでた老師」（1797年）。
- 『ヘスペルス：あるいは四十五の犬の郵便日』 恒吉法海／訳 九州大学出版会 1997年5月 ISBN 978-4873784748
- 『生意気盛り』恒吉法海／訳 九州大学出版会 1998年12月 ISBN 978-4873785707
- 『ジーベンケース』恒吉法海／訳 九州大学出版会 2000年11月 ISBN 978-4873786506
- 『彗星』恒吉法海／訳 九州大学出版会 2002年11月 ISBN 978-4873787503
- 『美学入門』古見日嘉／訳 白水社 復刊1986年、2010年ほか

叢書・著作集ほか
- 『ジャン＝パウル文学全集』鈴木武樹／訳 創土社 1974年-1978年 ※1、2、6、7巻の4冊で中断（訳者の急逝による。全26巻＋別巻1の予定だった）
  - 第1巻「見えないロッジ 一部」
  - 第2巻「見えないロッジ 二部」
  - 第6巻「五級教師フィクスラインの生活」
  - 第7巻「貧民弁護士ジーベンケースの結婚生活と死と婚礼」
- 『ジャン・パウル中短編集』全2巻 恒吉法海／訳 九州大学出版会
  - 第1巻 2005年9月 ISBN 978-4873788753
  - 第2巻 2007年5月 ISBN 978-4873789361
- 『ドイツ・ロマン派全集 第11巻 ジャン・パウル／クライスト』国書刊行会 1990年 ISBN 978-4336030511
  - 「宵の明星」、「生意気ざかり」を抄訳（抜粋）で収録。

## 関連文献
- ギュンター・デ・ブロイン『ジャン・パウルの生涯』恒吉法海／訳 九州大学出版会 (1998年4月) ISBN 978-4873785431